# 麦芽

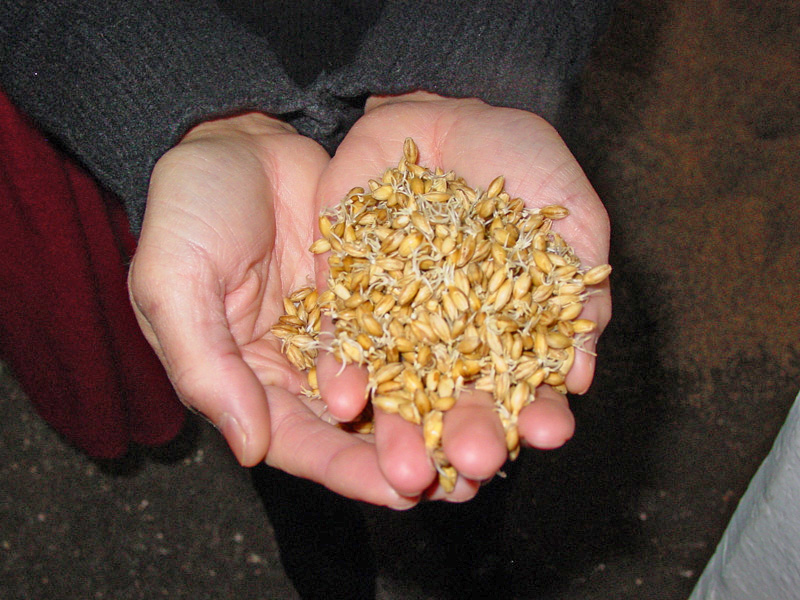
大麦芽

麦芽（英語：Malt）是将谷物浸泡在水中，促使其发芽，利用其发芽产生的酶，将谷粒中的淀粉转化为麦芽糖，然后再迅速地加热干燥，所产生的产品。，食品工業中一般多用大麦，也有用其他谷物的。
麦芽浸泡后，麦芽糖溶解产生的溶液称为“醪液”，主要应用在酿造啤酒、威士忌、杜松子酒等，以及制作饴糖、麦乳精等食品。

## 漢方藥
麦芽也是一种中药。以小麥、大麥作為原料的，稱「麥芽」；以稻米、小米為原料者，稱「穀芽」。

### 功效
治食積不消，脘腹脹痛，脾虛食少，乳汁鬱積，乳房脹痛，婦女斷乳。